# Living with the Past
| Críticas profissionais | Críticas profissionais |
| Avaliações da crítica  | Avaliações da crítica  |
| Fonte                  | Avaliação              |
| ---------------------- | ---------------------- |
| Allmusic               | 3 de 5 estrelas.       |

Living with the Past é um álbum ao vivo da banda de rock britânica Jethro Tull. Lançado em CD duplo em 30 de abril de 2002 pela Fuel 2000, traz no primeiro disco a gravação do concerto realizado no Hammersmith Apollo em Londres em 20 de novembro de 2001, enquanto que o segundo disco traz gravações mais antigas.

## Faixas
1. Intro  – 0:22
2. "My Sunday Feeling"  – 4:00
3. "Roots to Branches"  – 5:34
4. "Jack in the Green"  – 2:40
5. "The Habanero Reel"  – 4:03
6. "Sweet Dream"  – 4:54
7. "In the Grip of Stronger Stuff"  – 2:57
8. "Aqualung"  – 8:20
9. "Locomotive Breath"  – 5:26
10. "Living in the Past"  – 3:27
11. "Protect and Survive"  – 1:01
12. "Nothing Is Easy"  – 5:16
13. "Wond'ring Aloud"  – 1:54
14. "Life Is a Long Song"  – 3:32
15. "Christmas Song"  – 3:05
16. "Cheap Day Return"  – 1:12
17. "Mother Goose"  – 1:57
18. "Dot Com"  – 4:28
19. "Fat Man"  – 5:06
20. "Some Day the Sun Won't Shine for You"  – 4:13
21. "Cheerio"  – 1:36